# Превземане на Невеска
Превземането на Невеска е успешното овладяване на влашката костурска паланка Невеска на 12 август 1903 година по време Илинденско-Преображенското въстание от въстаниците от Вътрешната македоно-одринска революционна организация. Превземането на градчето е един от най-големите успехи на въстаниците в Костурско.

## Развой
На 12 авг. нашиятъ началникъ нападна Невѣска нощно врѣме. И гарнизонътъ откри огънь, но не можа да се одържи. Той напусна казармата и удари на бѣгъ. Заедно съ него избѣга и мюдюрина. Тогава пристигнаха и четитѣ отъ леринскитѣ раиони. Всички влѣзнаха въ Невѣска. Отъ начало ни единъ селянинъ не смѣеше да се покаже. Отпослѣ, като видѣха нашата сполука, всички врати по кѫщитѣ се отвориха. Нашитѣ началници най-напрѣдъ поръчаха да се изнесе всичко отъ казармата. Тука се намѣриха 70 маузерови пушки, нѣколко каси патрони и барутъ и други военни припаси. Въ единъ хамбаръ се откриха 7 живи солдати, които си хвърлиха пушкитѣ и просѣха да бѫдатъ опростени. Всичко се прѣдаде на началницитѣ, а 7-тѣ души солдати се задържаха като военни плѣници. Слѣдъ това казармата се подпали и изгорѣ. Още сѫщата нощь четитѣ се отеглиха отъ Невѣска и се прибраха на Върбица.
След превземането на Клисура и успешното за въстаниците сражение на Бигла на 4 август, на 8 август костурските началници в базата си на Върбица решават да овладеят и втората влашка паланка в района - Невеска, една от най-високите селища в Македония. Невеският гарнизон е проблем за въстаниците, тъй като на 29 юли напада и изгаря село Прекопана.
Сутринта на 12 (25) август костурските и леринските въстанически чети обграждат Невеска - западно четите на Васил Чекаларов, Пандо Кляшев и други, южно — четите на Никола Андреев (Алай бей), Марко Иванов и други, източно — местните чети от Горно Върбени и Зелениче. Само към север остава свободна тясна пътека. Блацката чета на Коста Василев трябва да поддържа огъня и подсигурява настъплението на четата на Иван Попов. Общо въстаниците са 2000 души.
Три часа преди падането на нощта въстаниците атакуват града. Войводата Иван Попов влиза с едно отделение в града, а войводата Никола Андреев влиза от юг. След известен хаос в града и приятелски огън между българските чети, градът е овладян, но гарнизонът от 300-400 или 500 души успява да се измъкне от казармата на изток и само няколко войници са заловени. При превземането на мюдюрлука въстаниците залавят още десетина войници и пленяват 80 пушки „Маузер“, няколко хиляди патрона и склад с хранителни припаси. От османска страна загиват 20 души, а от въстаниците жертвите няколко ранени и един убит, Хранителните припаси са раздадени на бедните в града. Йото Здрольов, 20-годишно момче от село Дъмбени.
През нощта на 12 срещу 13 въстаниците подпалват казармата и подоколийското управление и унищожават телеграфната станция. След това костурските чети се прибират в базата на върха Върбица над Загоричани, а леринските чети остават наоколо. На другия ден в Невеска, тържествено посрещнати от населението, пристигат войводите Георги Попхристов, Христо Настев и Михаил Чеков, които правят събрание в голямата Мисирлиева къща, на което Попхристов говори за целта на въстанието, за равенство, братство и свобода и автономия. Събрани са 85 лири за въстаниците и е уредена градска комисии за управление на града.
Превземането на Невеска е последният успех на въстаниците в Костурско. Един ден по-късно, на 14 август започва успешното османско настъпление през Пополето към Върбица.